# Иракский диалект арабского языка
Месопотамский арабский или иракский арабский (араб. لهجة عراقية, عراقي‎) — континуум взаимопонятных разновидностей арабского языка, сложившихся на основе бедуинского диалекта и распространённых в Ираке, а также в Сирии, Иране, Юго-Восточной Турции и среди представителей иракской диаспоры за рубежом. Общее число носителей — 15,1 млн человек (из них 11,5 млн в Ираке).
Из-за присущей Ираку мультикультурности, иракский арабский имеет значительное количество заимствований из арамейского, аккадского, персидского, курдского и турецкого языков.

## История
Иракский диалект возник в VII—IX веках, после арабского завоевания Месопотамии и перехода местного арамееязычного и аккадоязычного населения на арабский язык. Арамейский язык был основным языком в этом регионе начиная с 1-го тысячелетия до н. э. до конца 1-го тысячелетия н. э. Как следствие, в иракском арабском языке сохранился арамейский субстрат. В свою очередь, арамейский язык сам вытеснил из употребления аккадский язык и потому в речи иракцев есть и аккадский субстрат.
Известно, что арабизация Месопотамии происходила в два периода: в первые десятилетия после арабского завоевания в военных центрах захватчиков (Басра, Куфа и др.) возникли новые городские разновидности арабского языка, немного позднее в эти земли мигрировала вторая волна бедуинов с Аравийского полуострова, и их говоры наложились на изначальные городские диалекты. После исследования месопотамского диалекта выяснилось, что все они разделяются на две группы, которые были обозначены как qəltu и gilit — согласно произношению классического арабского qultu (араб. قُلْتُ‎ — «я сказал»). Диалекты qəltu являются продолжением средневековых диалектов, на которых говорили в оседлых центрах Аббасидского Ирака. Диалекты gilit являются результатом позднейшей бедуинизации, которая не затронула говоры городских христиан и иудеев. В группе говоров gilit сохранились черты вавилонского арамейского языка.

## Поддиалекты

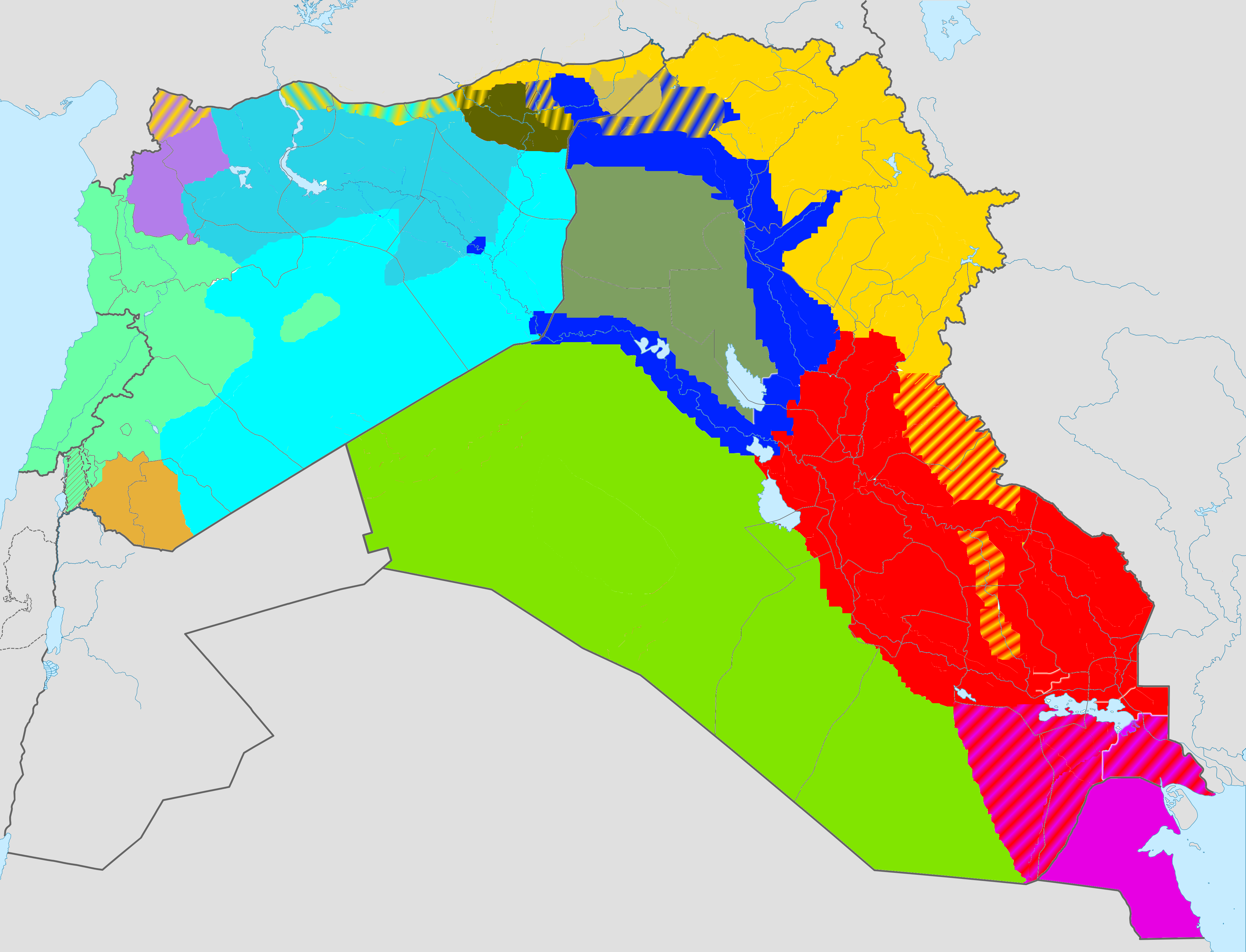
В состав иракского диалекта включают:
Северный месопотамский (qəltu)
Южный иракский (gilit)

Распространённость групп диалектов qəltu и gilit можно увидеть на следующей таблице:
| регион       | неоседлые мусульмане | оседлые мусульмане | немусульмане |
| ------------ | -------------------- | ------------------ | ------------ |
| Нижний Ирак  | gilit                | gilit              | qəltu        |
| Верхний Ирак | gilit                | qəltu              | qəltu        |
| Малая Азия   | gilit                | qəltu              | qəltu        |

Т.е. носители qəltu-диалектов — жители городов северного Ирака, при этом их окружают сельские носители gilit-диалектов.
Диалекты qəltu и gilit, в свою очередь, делятся на группы говоров:
- Qəltu

Тигрская ветвь:
Мосул и окрестности; христиано-езидские деревни Баашика и Бахзани
Тикрит и окрестности (мусульмане)
Христианские и иудейские диалекты Багдада и южного Ирака
Евфратская ветвь:
Ана и Альбу-Камаль
Хит
Дейр эз-Заур
Область Хаветна (между Хасакой и Мосулом)
Анатолийская ветвь (в Турции):
Мардин
Диярбакыр
Сиирт
Козлук, Сасон, Муш
Тур Абдин
Хасака и Камышлы
Курдистанская ветвь (иудейские):
Северные (Сендор, Акра, Эрбиль)
Южные (Киркук, Туз Хурмату, Ханакин)
- Gilit

Северные:
Племён тайй и шаммар
Племени баггар
Племени рвала
Северный и южный шави
Сельские в северном Ираке
Центральные:
Суннитские диалеты Багдада и окрестностей
Шиитские диалекты Багдада
Южные (шиитские):
Городские
Сельские
Хузестанский (в Иране)
Наибольшее значение приобрёл столичный багдадский говор, который пока не имеет диалектного единства и распадается на говоры по конфессиональной принадлежности носителей.
В юго-восточном Ираке (города Басра, Насирия, Эль-Амара) говорят на диалектах Персидского Залива. В юго-западном Ираке, в провинции Анбар, говорят на смеси багдадского gilit-диалекта и бедуинских недждийских. На севере арабский (qəltu-диалект) функционирует как второй язык после курдского.
В северной и восточной Сирии распространены qəltu-диалекты, а именно: диалекты евфратской ветви в городах Альбу-Камаль (схож с диалектами Аны и аль-Каима в Ираке), Дейр эз-Зор, диалект хатуни (в области Хаветна: с севера она ограничена деревнями к югу от города Дарбесия, с запада несколькими деревнями близ Хасаки, с юга и востока городами Баадж и Синджар в Ираке); диалекты анатолийской ветви распространены к северу от Хасаки, а также в приграничных с Турцией городах от Дарбесии до Маликии. Их окружают бедуинские диалекты, близкие к иракскому gilit и недждийскому, к ним принадлежат диалекты племён тайй, шаммар, баггара (Хасака в Сирии, Нейнава в Ираке), рвала (северо-восток Дамаска), а также распространённый диалект шавия, который бывает двух типов: южный (на западе провинций Дейр эз-Зор, Сувейда, Риф-Димашк, Хомс, при этом в городах Пальмира и Сухна говорят на левантийских) и северный (на западе Хамы, Идлиба, юге и западе Халеба, в Ракке, востоке Дейр эз-Зора, северо-востоке Хомса).